# Scharrel (Saterland)

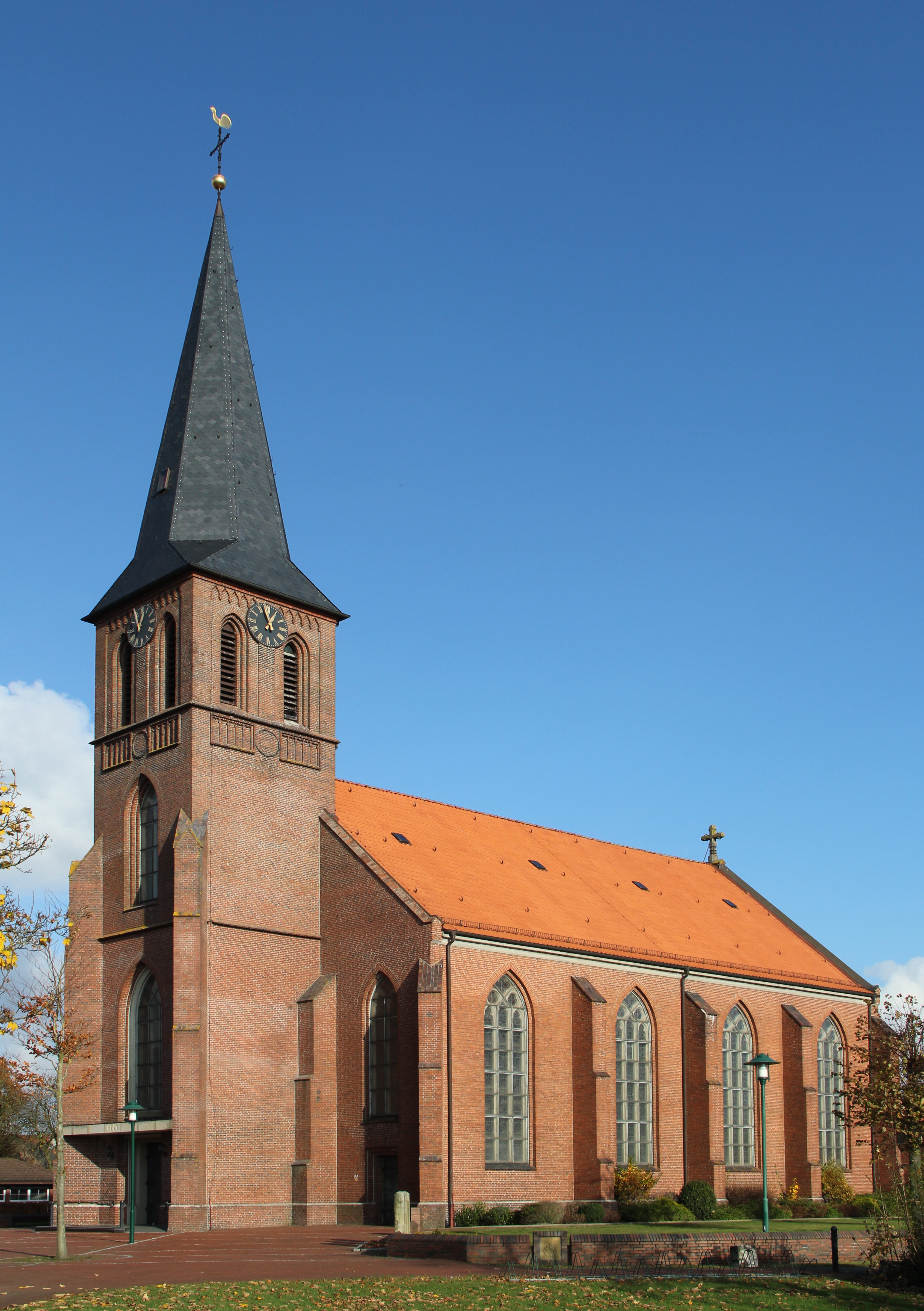
Kirche St. Peter und Paul in Scharrel

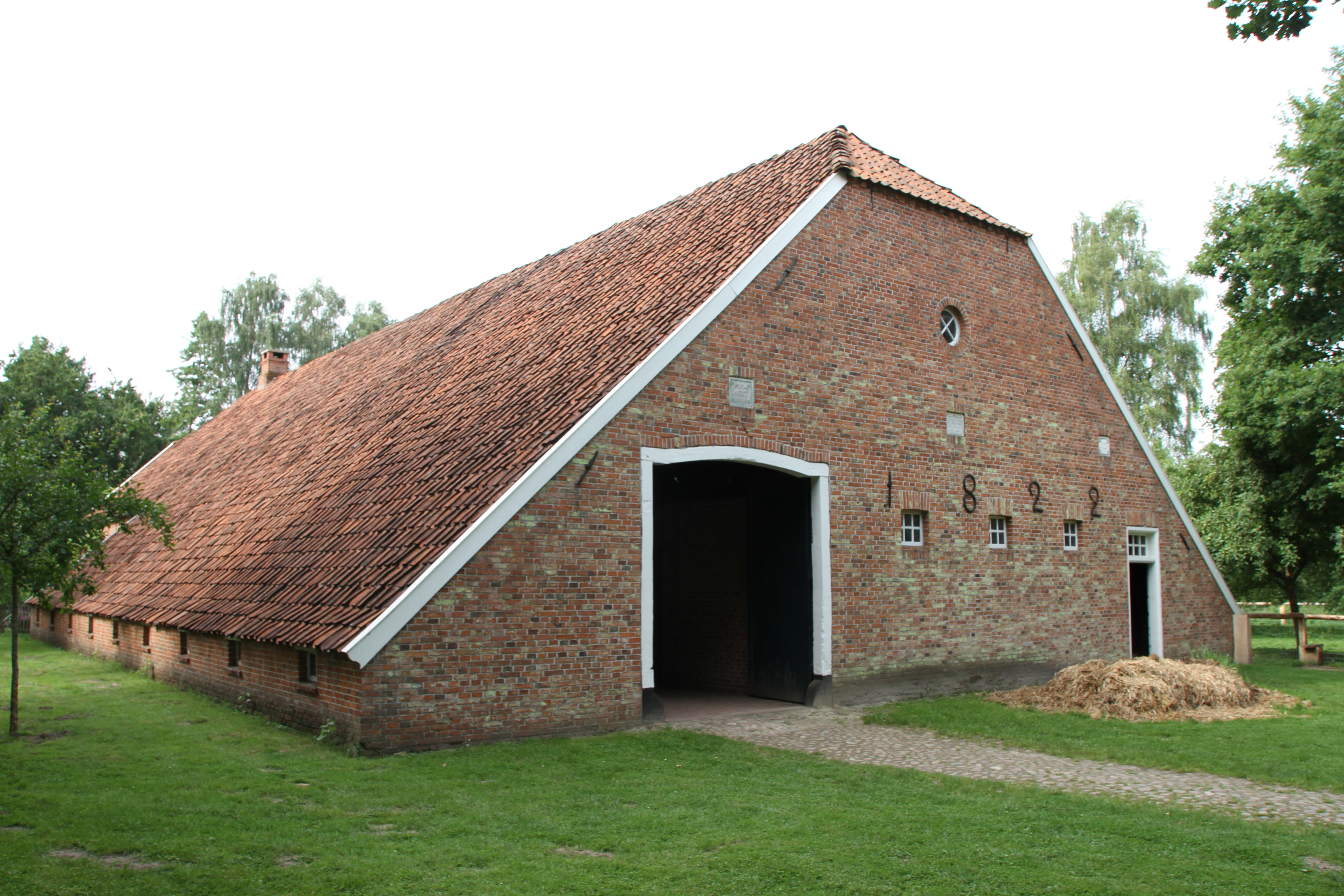
Historisches Bauernhaus

Scharrel (saterfriesisch Skäddel oder Schäddel) ist ein Ortsteil der Gemeinde Saterland im Landkreis Cloppenburg in Niedersachsen.

## Geographie

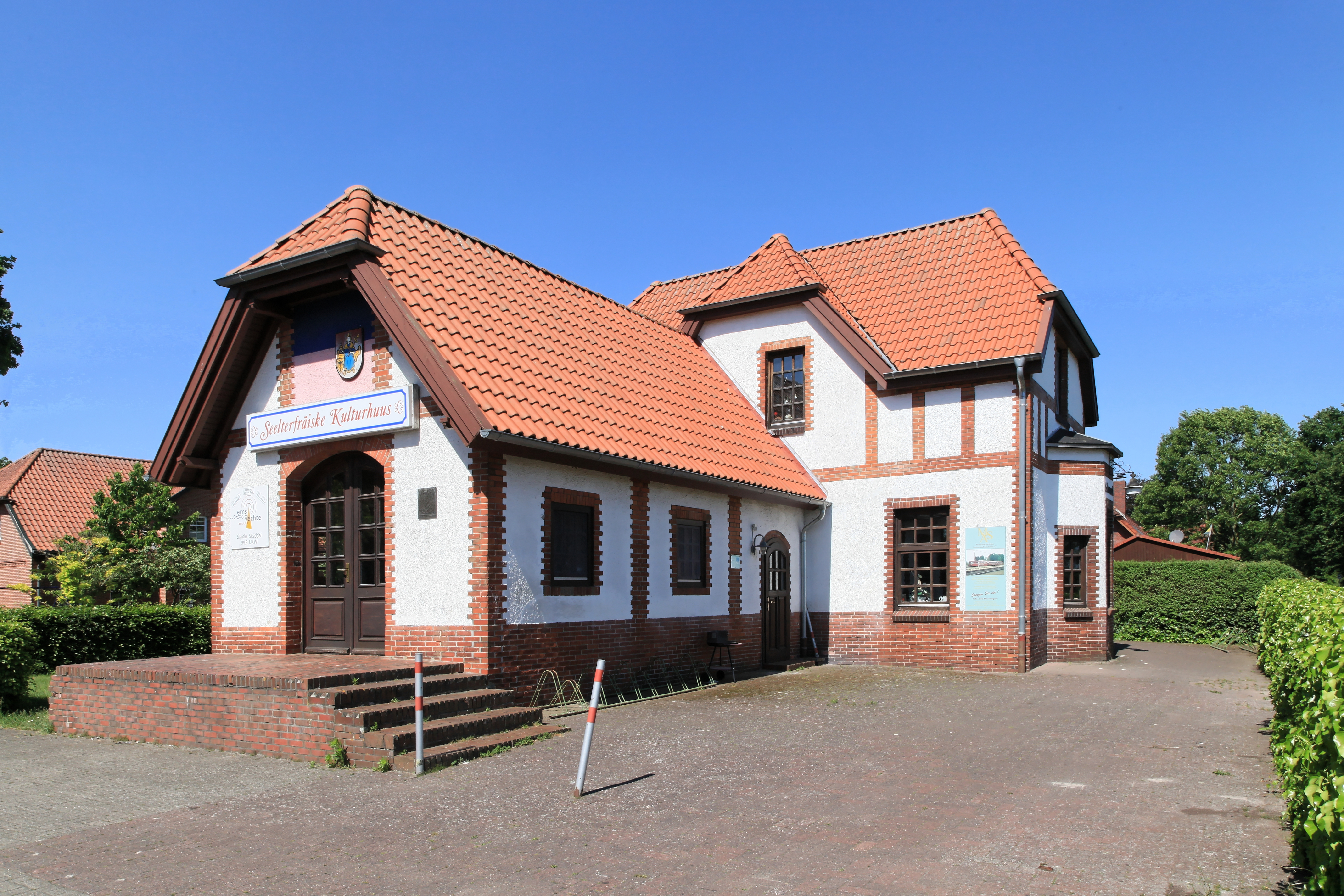
Bahnhofsgebäude Scharrel der Bahnstrecke Cloppenburg–Ocholt

Das Dorf liegt eingeschlossen östlich der B 72 und westlich Bahnstrecke Cloppenburg–Ocholt. Nördlicher Nachbar ist Ramsloh.
Nördlich der Ortslage befindet sich das gleichnamige Naturschutzgebiet Scharrel und nordöstlich das Naturschutzgebiet Hollener Moor.

## Geschichte
Nachdem im Jahr 1821 in Scharrel 29 Häuser abbrannten, wurde sechs Kilometer südlich eine neue Siedlung unter dem Namen Neu-Scharrel gegründet.
Scharrel hatte in den 1850er Jahren 1359 Einwohner, die sich auf die Bauerschaften Neu-Scharrel (453) und Scharrel (755) mit Fermesand (72) und Sedelsberg (79) verteilten. Im Jahr 1910 hatte Scharrel 1049 Einwohner und Neu-Scharrel 489.
In Scharrel gab es in den 1850er Jahren zwei Schulen, davon eine in Scharrel mit 157 Schülern und eine in Neu-Scharrel mit 92 Schülern.

### Wappen
| | Blasonierung: „In Rot auf einem goldenen (gelben), Thronsessel eine sitzende, jugendlich gelockte Königsfigur (Karolus Rex) in blauem Gewand mit goldenem (gelbem) Saum, goldenem (gelbem) Überwurf mit rotem Verschluss und goldenen (gelben) Schuhen mit blauen Beschlägen; in der linken Hand ein goldenes (gelbes) Lilienzepter, in der erhobenen Rechten ein goldener (gelber) Reichsapfel.“ |
| Wappenbegründung: Das am 2. Juni 1955 vom Niedersächsischen Minister des Innern verliehene Wappen ist abgeleitet vom mittelalterlichen Landessiegel des Saterlandes. Das Wappen zeigt Karl den Großen (carolus magnus), der den Friesen der Legende nach ihre weitreichenden Freiheitsrechte zugesichert hatte. Alle drei ehemaligen Gemeinden des Saterlandes führen ähnliche Wappen, die Karl den Großen zeigen und erinnern somit an die gemeinsame Verwaltungstradition. | |

### Eingemeindungen
Durch die Gebietsreform wurde Scharrel am 1. März 1974 gemeinsam mit Ramsloh (Saterland) und Strücklingen zur Gemeinde Saterland zusammengefasst.